# Noeto
Noeto (Smirne, 230 – ...) fu un presbitero cristiano del III secolo, dichiarato eretico e scomunicato dalla Chiesa Ortodossa.

## Biografia
Nella nativa Smirne, o forse a Efeso divenne un esponente di spicco dell'eresia cristologica antitrinitaria nota come monarchianismo modalista o patripassianismo.
Tale eresia affermava la divinità del Padre e del Figlio, e che questi insieme allo Spirito Santo sono tre modi o aspetti della monade divina, la cui sostanza è spirito. Tuttavia, lo Spirito Santo non sarebbe in sé concepibile se non come operare del Padre Dio e del Figlio Dio trascendenti nella storia della creazione, che viene intesa come qualcosa di necessario per la Sua stessa sussistenza.
La informazioni biografiche a suo riguardo sono in gran parte note grazie agli scritti di san Ippolito, Padre della Chiesa che predicò a Roma avversando le idee del suo contemporaneo Noeto, che nella capitale dell'impero ebbe un notevole numero di seguaci e uditori. Noeto accettò la verità del Vangelo secondo Giovanni, ma dichiarò allegorico il contenuto del Prologo per quanto riguarda il Logos.
Il suo discepolo Cleomene teorizzò che il Padre Dio avesse una duplice natura visibile e invisibile, e che il Figlio Dio fosse il Padre Dio in quanto visibile.
Noeto fu scomunicato da un sinodo nel 190 e dalla Chiesa ortodossa.
La "Catholic Encyclopedia" commenta al riguardo: «è pur vero che Tertulliano e Ippolito rappresentarono in modo errato le opinioni dei loro avversari».